# Eunidia subpygmaea
 (mars 2023).
Espèce
Eunidia subpygmaea est une espèce de coléoptères de la famille des Cerambycidae. 

## Systématique
L'espèce Eunidia subpygmaea a été décrite en 1965 par l'entomologiste autrichien Stephan von Breuning (1894-1983).